# Marcin Adamski
Marcin Adamski [ˈmartɕin aˈdamskʲi] (* 20. August 1975 in Świnoujście, Polen) ist ein ehemaliger polnischer Fußballspieler. 

## Vereinskarriere
Adamski spielte in seiner Jugend bei Flota Świnoujście und KS Warta Posen. Der Durchbruch gelang ihm schließlich beim polnischen Erstligisten Zagłębie Lubin, zu dem er 1996 wechselte. Er spielte sich rasch in die Startelf des Vereins. Im Winter 2001 wechselte der Verteidiger ablösefrei zu Rapid Wien, nachdem er genau 100 Spiele in der polnischen Ekstraklasa für Lubin bestritten hatte. 
In den folgenden Jahren absolvierte Adamski 96 Pflichtspiele für Rapid, vier davon im Europacup. Er war auch Stammspieler von Rapid in der Meistersaison 2005, wechselte allerdings in der Winterpause zum französischen Zweitligisten Angers SCO. Er konnte dessen Abstieg nicht verhindern und kehrte am Saisonende wieder nach Österreich zurück. Ein Wechsel zu VfB Admira Wacker Mödling platzte. Mit dem 30. Juni 2006 endete sein Vertrag beim Rapid Wien.
Im September 2006 schloss sich Adamski dem deutschen Zweitligisten FC Erzgebirge Aue an, bei dem er einen Vertrag bis zum 30. Juni 2007 unterschrieb. Nach einem missglückten Versuch beim englischen Zweitligisten Ipswich Town Fuß zu fassen, wechselte Adamski zu Northampton Town. Anfang 2008 kehrte er in die polnische Ekstraklasa zu LKS Lodz zurück. Nach dem Abstieg 2009, dem Wiederaufstieg 2011 und dem Abstieg 2012 wurde sein Vertrag nicht verlängert.

## Nationalmannschaftskarriere
Adamski absolvierte 2003 zwei Länderspiele und 2005 ein Länderspiel für die polnische Nationalmannschaft. Dabei handelte es sich um Siege gegen Malta, Lettland und Estland.

## Erfolge
- Österreichischer Meister: 2005